# Sonic the Hedgehog 2 (Mega Drive)
Sonic the Hedgehog 2 es un videojuego de plataformas de 1992 desarrollado por Sega Technical Institute (STI) para la Sega Mega Drive/Genesis. Sigue a Sonic en su intento de impedir que Dr. Robotnik robe las Chaos Emeralds para alimentar su estación espacial. Al igual que el primer Sonic the Hedgehog (1991), los jugadores recorren niveles de desplazamiento lateral a gran velocidad mientras recogen anillos, derrotan enemigos y luchan contra jefes. Sonic 2 introduce al compañero de Sonic Miles «Tails» Prower y presenta una jugabilidad más rápida, niveles más grandes, un modo multijugador y fases especiales con gráficos 3D pre-renderizados.
Después de que Sonic the Hedgehog aumentara enormemente la popularidad de la Sega Genesis en Norteamérica, Sega encargó al fundador de STI, Mark Cerny, que pusiera en marcha Sonic 2 en noviembre de 1991. Miembros del equipo de desarrollo original, incluidos el programador Yūji Naka y el diseñador Hirokazu Yasuhara, se trasladaron de Japón a California para unirse al proyecto. Sonic 2 pretendía ser más rápido y ambicioso que el primer juego. El desarrollo sufrió contratiempos, como las diferencias culturales entre el personal japonés y estadounidense, y se eliminaron numerosos niveles por falta de tiempo y problemas de calidad. Al igual que en el primer juego, Masato Nakamura, miembro del grupo de J-pop Dreams Come True, compuso la banda sonora.
Sonic 2 era muy esperado, y Sega lo respaldó con una agresiva campaña de marketing de 10 millones de dólares. Salió a la venta en noviembre de 1992 con gran éxito y recibió numerosos galardones a finales de año, incluidos dos Golden Joystick Awards. Los críticos consideraron Sonic 2 una mejora respecto al primer juego y alabaron el aspecto visual, el diseño de niveles, la jugabilidad y la música, aunque se criticó el bajo nivel de dificultad y las similitudes con su predecesor. Sonic 2 batió récords de ventas de videojuegos y se convirtió en el juego que más rápido se vendió en su momento, recaudando más de 450 millones de dólares. Con seis millones de copias vendidas en todo el mundo, es el segundo juego más vendido de Mega Drive por detrás del Sonic the Hedgehog original.
Sonic 2 consolidó a Sonic como una franquicia importante y ayudó a Sega a mantenerse competitiva durante la guerra de consolas de la era de 16 bits a principios de la década de 1990. Sigue recibiendo elogios y se considera uno de los mejores videojuegos de todos los tiempos. Le siguieron Sonic CD en 1993 y Sonic the Hedgehog 3 y Sonic & Knuckles en 1994. Sonic 2 ha sido reeditado en varias plataformas a través de compilaciones y emulación, y en diciembre de 2013 se lanzó un remake para dispositivos iOS y Android, desarrollado con el Retro Engine. Varios prototipos de Sonic 2 se han filtrado desde su lanzamiento; el primero, descubierto en 1999, desempeñó un papel importante en el desarrollo de una comunidad de minería de datos de juegos.

## Jugabilidad
Sonic the Hedgehog 2 es un videojuego de plataformas de desplazamiento lateral. Presenta una historia similar a la del primer Sonic the Hedgehog (1991): el Doctor Robotnik, un científico loco, busca las Chaos Emeralds para alimentar su estación espacial, el Death Egg, y atrapa a los habitantes animales de West Side Island en robots agresivos. Como Sonic the Hedgehog, el jugador se embarca en un viaje para recolectar las Chaos Emeralds y detener a Robotnik. El personaje del jugador puede correr, saltar, agacharse y atacar acurrucándose en una bola. Sonic 2 introduce el spin dash, que permite al jugador girar mientras está parado para aumentar la velocidad, y Miles «Tails» Prower, un zorro con dos colas que actúa como compañero de Sonic. En el modo de juego predeterminado para un jugador, el jugador controla a Sonic y Tails simultáneamente; un segundo jugador puede unirse en cualquier momento y controlar a Tails por separado. El jugador también puede elegir jugar como Sonic o Tails individualmente.
El juego se desarrolla en 11 zonas con 20 niveles («actos»). Los actos son más grandes que los primeros juegos, y el jugador los navega a altas velocidades mientras salta entre plataformas, derrota a robots enemigos y evita obstáculos. Manantiales, pendientes, pozos sin fondo y bucles verticales llenan los espectáculos, al igual que peligros como el agua y los picos. El jugador pasa puntos de control para guardar el progreso. El último acto de cada zona termina con una batalla de jefe contra Robotnik. Sonic 2 presenta el doble de temas de niveles únicos en comparación con el primer juego, y la mayoría de las zonas terminan después de dos actos en lugar de tres.
El jugador recolecta anillos como una forma de salud: si tiene al menos un anillo cuando choca con un enemigo u obstáculo, sobrevivirá, pero sus anillos se dispersarán y parpadearán antes de desaparecer. El jugador comienza con tres vidas, que pierde si lo golpean sin anillo, se cae a un pozo, se aplasta, se ahoga o alcanza el límite de tiempo de 10 minutos; reciben un juego terminado si se les acaba. Los potenciadores como los escudos y la invencibilidad brindan capas adicionales de protección, y las vidas se reponen al recolectar 100 anillos o un 1-up.
Si el jugador pasa un punto de control con 50 o más anillos, puede pasar a un escenario especial para tener la oportunidad de recolectar una de las siete Chaos Emeralds. El jugador corre a través de un recorrido de media tubería, recogiendo anillos y esquivando bombas. Se debe recolectar una cantidad determinada de anillos para obtener la esmeralda. Si el jugador choca con una bomba, pierde diez anillos y queda inmovilizado momentáneamente. Las etapas aumentan en dificultad y el jugador no puede ingresar a ninguna etapa sin pasar la anterior. Después de terminar, el jugador es transportado de regreso al poste estelar al que solía ingresar, y su recuento de anillos se reinicia. Cuando se hayan recolectado todas las Chaos Emeralds, Sonic puede transformarse en Super Sonic recolectando 50 anillos. Super Sonic es casi invencible, corre más rápido y salta más lejos, pero pierde un anillo por segundo y vuelve a la normalidad cuando se le acaban los anillos.
Sonic 2 introduce un modo multijugador en el que dos jugadores compiten entre sí en una carrera en pantalla dividida a lo largo de tres niveles. Después de que un jugador termina un nivel, el otro jugador debe terminarlo en un minuto. Los jugadores se clasifican en cinco áreas (puntuación, tiempo, anillos retenidos al final del nivel, anillos totales recolectados y número de cajas de elementos rotas). Gana el jugador que destaque en más categorías. Los jugadores también pueden competir para obtener la mayor cantidad de anillos en las etapas especiales.

### Knuckles in Sonic 2
Sonic & Knuckles se lanzó en 1994, dos años después de Sonic 2. El cartucho de Sonic & Knuckles incorpora un adaptador «Lock-On» que permite a los jugadores insertar otros cartuchos de Mega Drive que sean compatibles. Al conectar Sonic 2 se desbloquea Knuckles the Echidna in Sonic the Hedgehog 2, una variación de Sonic 2 en la que el jugador controla únicamente al personaje de Sonic the Hedgehog 3 y Sonic & Knuckles (1994) Knuckles the Echidna. Los niveles son idénticos, pero Knuckles puede planear y escalar paredes, lo que le permite acceder a zonas inaccesibles para Sonic o Tails. Sin embargo, no puede saltar tan alto, lo que dificulta algunas zonas, como ciertos combates contra jefes.

## Desarrollo

### Concepción
El Sonic the Hedgehog original fue publicado por Sega para Sega Genesis en junio de 1991. Fue desarrollado por Sonic Team, dirigido por el programador Yuji Naka, el artista Naoto Ōshima y el diseñador Hirokazu Yasuhara. Sonic aumentó enormemente la popularidad de Genesis en Norteamérica y se le atribuye haber ayudado a Sega a ganar el 65 % de la cuota de mercado frente al entonces líder de la industria, Nintendo, convirtiendo a Sega en un competidor formidable. El éxito significó que una secuela era inevitable, pero poco después del lanzamiento, el equipo se disolvió: Naka dejó Sega debido a desacuerdos sobre su salario, insatisfacción por el tiempo y esfuerzo que había requerido terminar Sonic y la falta de apoyo de la gerencia, mientras que Yasuhara se mudó a Estados Unidos para unirse al Sega Technical Institute (STI) de Mark Cerny, con sede en California.
Cerny había fundado STI durante el desarrollo de Sonic the Hedgehog porque Sega quería desarrollar más juegos en Estados Unidos, y su objetivo era establecer un estudio de élite que combinara las filosofías de diseño de los desarrolladores estadounidenses y japoneses. Durante un viaje a Japón, Cerny visitó el apartamento de Naka, escuchó los motivos por los que se fue y lo convenció de unirse a STI en Estados Unidos para solucionar los problemas que había tenido con Sega en Japón. Otros miembros del equipo de desarrollo de Sonic se unieron a Naka. Ohshima se quedó en Japón para trabajar en Sonic CD (1993), así Yasushi Yamaguchi que lo reemplazó.
En septiembre de 1991, Cerny presentó Sonic the Hedgehog 2 como el proyecto de STI para la temporada de compras navideñas de 1992—lo que le dio al equipo 11 meses de desarrollo—pero Sega of America lo consideró demasiado pronto para una secuela y todavía no confiaba en el personaje de Sonic. Cerny no se sorprendió porque creía que los ejecutivos de marketing que controlaban el desarrollo del juego no entendían el proceso. STI exploró otros conceptos, pero en noviembre, Sega cambió de rumbo y le dijo a Cerny que necesitaba Sonic 2 para la temporada navideña de 1992. Cerny dijo que esto no le costó a STI ninguna idea de juego ya que aún no se les había ocurrido uno a la par con Sonic, pero perdieron dos meses de desarrollo.
Ahora con un cronograma de nueve meses, el desarrollo a gran escala comenzó a principios de 1992. El equipo de desarrollo de Sonic 2 era mucho más grande que el del primer juego y estaba formado por desarrolladores estadounidenses y japoneses, aunque la mayoría del equipo era japonés. La idea de Cerny era que alrededor de una docena del personal del juego original se mudara a STI. El desarrollo comenzó sólo con estadounidenses porque los japoneses enfrentaban problemas de inmigración. Según Cerny, Sega había solicitado visas de experto O-1, para personas «reconocidas a nivel nacional o internacional» con «un historial de logros extraordinarios», sin saber que los desarrolladores japoneses no calificaban.

### Diseño

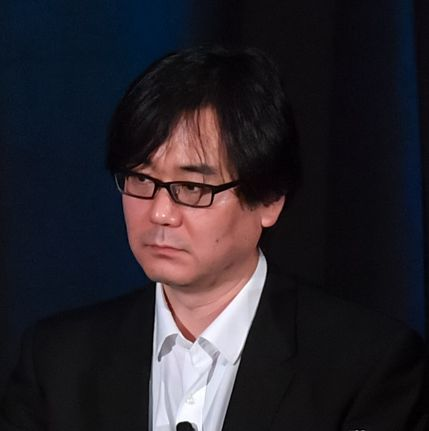
El diseñador de Sonic 2, Hirokazu Yasuhara en 2018

El director de marketing de Sega of America, Al Nilsen, dijo que STI quería «hacer todo lo posible» para garantizar que Sonic 2 fuera tan exitoso como el Sonic original, ya que las secuelas generalmente no eran bien vistas. STI generó varias ideas para mejorar la fórmula del primer juego, comenzando por hacer que Sonic sea más rápido. En el primer juego, los desarrolladores limitaron a Sonic con un límite que impedía a los jugadores correr a su máxima velocidad posible; STI levantó el límite para Sonic 2. Naka concibió el spin dash para eliminar la necesidad de retroceder para ganar impulso, lo que observó que era una crítica común del primer juego.
El primer paso de STI fue crear un esquema del juego para que los desarrolladores lo desarrollaran con «un informe tipo libro» que detallara los personajes, la historia y los niveles. Yasuhara tenía planes ambiciosos para Sonic 2 y lo diseñó con «ideas de "cielo azul"». Suponiendo que STI tuviera dos años de desarrollo, concibió una trama en la que Robotnik se apoderaba del mundo y Sonic utilizaba el viaje en el tiempo para detenerlo. El concepto de Yasuhara presentaba un mapa mundial que cambiaría en cada período de tiempo y brindaría acceso a diferentes niveles. La idea fue descartada porque requería demasiados niveles y demasiado tiempo de desarrollo. Sin embargo, muchos de los niveles de Sonic 2 fueron tomados de él; por ejemplo, Hill Top Zone (que presenta enemigos dinosaurios) estaba destinado a ser una versión anterior de Green Hill Zone, mientras que Chemical Plant y Casino Night procedían del futuro gobernado por Robotnik.
Yasuhara diseñó los escenarios pensando en el contexto de un mundo 3D para desarrollar elementos como bucles en forma de sacacorchos y tuberías. Se inspiró para diseñar Casino Night porque encontró que los resortes de Sonic eran similares a los trucos de las mesas de pinball, mientras que Sky Chase, que presenta a Sonic montando un biplano mientras intenta llegar a la base de Robotnik, se inspiró en el anime Future Boy Conan (1978) de Hayao Miyazaki. La primera demostración del juego se podía jugar unos seis o siete meses después de la creación del esquema inicial y presentaba algunos niveles sin efectos de sonido ni detalles significativos. STI reunió grupos focales para reproducir la demostración para obtener comentarios y luego creó la versión alfa; a estas alturas, el 80% de la programación había sido terminada.
Yasuhara quería añadir un segundo personaje jugable para que los hermanos pudieran jugar juntos. Naka sugirió que el segundo personaje fuera entrañable, similar al Kitsune de Urusei Yatsura, y orientado a principiantes en lugar del rival de Sonic. Se llevó a cabo un concurso interno para determinar el nuevo personaje, y el diseño ganador fue el zorro de Yamaguchi, al que llamó Miles Prower (un juego de palabras con «millas por hora»). STI quería que el personaje atrajera al público japonés, y Yamaguchi le dio dos colas—inspiradas en el personaje de Phantasy Star, Myau—para que el diseño fuera más impactante. Sega of America sintió que el nombre «Miles Prower» no se vendería y sugirió «Tails» como alternativa. Nilsen desarrolló la historia de fondo de un personaje para convencer a los desarrolladores de realizar el cambio; se comprometieron al hacer de Tails su apodo.
Tails se implementó mediante una rutina de inteligencia artificial que le permitía imitar los movimientos de Sonic. También fue utilizado en el modo multijugador, algo que Naka había intentado implementar al final del desarrollo del Sonic original. El modo multijugador fue una de las principales motivaciones de Naka para desarrollar Sonic 2, ya que sentía que los juegos multijugador eran más divertidos. Naka creó un juego de pantalla dividida con el modo entrelazado raramente usado del Génesis, ya que descubrió que el modo de visualización estándar hacía difícil ver a los personajes del jugador. Desarrollar el modo multijugador llevó seis meses.

### Dirección artística
Además de supervisar el diseño de niveles y la jugabilidad, Cerny actuó como director de arte. Los mapas de niveles iniciales se dibujaron en la sede de Sega en Tokio. Según el artista de niveles Craig Stitt, los artistas recibieron el mapa de papel con ideas sobre el tema del nivel. Una vez decidido el diseño, el artista dibujaba el arte píxel por píxel y luego ingresaba los gráficos en el juego. Los gráficos y animaciones se implementaron utilizando Digitalizador, el sistema de gráficos patentado de Sega para Genesis. Los artistas tuvieron que lidiar con limitaciones de paleta, ya que sólo se podían mostrar 64 colores en pantalla. Rieko Kodama, que trabajó en el primer juego como artista, ayudó a diseñar los niveles.
Yasuhara dijo que combinar el arte estadounidense con el arte de Yamaguchi era el mayor obstáculo del desarrollo. Yamaguchi tuvo que comprobar los diseños de escenario y enemigos de los equipos mientras producía el suyo propio. Stitt llamó a Yamaguchi, que trabajaba principalmente solo, «una máquina» que pasaba horas reelaborando los niveles de otros artistas repetidamente para garantizar la calidad. Por ejemplo, Stitt se sintió decepcionado cuando Yamaguchi rehizo su arte de fondo para el nivel Oil Ocean, pero no discutió porque no estaba satisfecho con el fondo original y el de Yamaguchi era mucho mejor. La pantalla de título y el arte del nivel Casino Night fueron completamente rediseñados poco antes del lanzamiento.
Tim Skelly diseñó la apariencia de las etapas especiales pseudo-3D, basado en una demostración técnica creada por Naka. Los escenarios especiales, diseñados por el director de Shinobi (1987), Yutaka Sugano, fueron creados a partir de polígonos 3D pre-renderizados, cuyo video fue comprimido y dividido a la mitad vertical y horizontalmente para caber en el cartucho del juego. Cerny dijo que los desarrolladores eligieron el aspecto 3D para que los escenarios parecieran extravagantes. En retrospectiva, sintió que las etapas eran visualmente impresionantes, pero no tenían tanta profundidad de juego como las etapas especiales del Sonic original, en las que Sonic navegaba por un laberinto giratorio.

### Conflictos y contenido recortado
El desarrollo se vio complicado por las barreras culturales y lingüísticas entre los desarrolladores japoneses y estadounidenses. Los japoneses estaban acostumbrados a condiciones difíciles, Cerny señaló que a menudo trabajaban toda la noche y dormían en sus cubículos. Por el contrario, los estadounidenses cerraron las oficinas del STI por la noche. Cerny había imaginado a los japoneses actuando como mentores de los estadounidenses, pero la cooperación era difícil porque los estadounidenses no hablaban japonés. Stitt recordó que era fácil trabajar con Yasuhara, pero que Naka era «un dolor de cabeza arrogante» que no estaba interesado en trabajar con estadounidenses. Skelly dijo que Naka habría estado más feliz trabajando con un equipo exclusivamente japonés.
Durante el desarrollo, Cerny dejó STI; dijo que se fue cuando el desarrollo concluyó, aunque el ejecutivo de Sega, Masaharu Yoshii, recordó que se fue a la mitad. Cerny se fue en parte debido a las crecientes tensiones entre los desarrolladores japoneses y estadounidenses, sintiendo que los estadounidenses no eran tratados con respeto. Para complicar aún más esto, fue la participación de STI en la franquicia Sonic y el deseo de Naka de supervisar el desarrollo personalmente, así como la vacilación inicial de Sega of America para ayudar dada su falta de confianza en el personaje de Sonic. Yoshii fue instalado como jefe temporal de STI y fue acreditado como director de Sonic 2. Dijo que la situación era grave porque Sega of America estaba «apostando todo» por Sonic 2, pero el personal de STI no mostró ningún estrés y se mantuvo optimista de que el proyecto estaría terminado.
Se eliminó una gran cantidad de contenido, principalmente debido a limitaciones de tiempo. Nilsen dijo que Sonic 2 «probablemente podría haber sido tres veces más grande si hubiéramos dejado todo lo que había allí. Naka y el equipo... no tuvieron miedo de decir: "He estado trabajando en esto durante cuatro meses, no está funcionando'. Saquémoslo"». Un escenario cortado, Hidden Palace Zone, apareció ampliamente en los anuncios preliminares. Fue planeado como un escenario secreto al que se accede recolectando Chaos Emeralds; según Naka, explicaría el origen de las Chaos Emeralds y le otorgaría a Sonic sus poderes Super Sonic. Stitt creó el arte de Hidden Palace y consideró su primer plano entre sus obras favoritas. Aunque Hidden Palace fue uno de los primeros niveles implementados, las obras se detuvieron a mediados de 1992, y se eliminó poco antes de completarse por falta de tiempo y espacio en el cartucho.
Otros niveles de tala incluyeron un nivel de bosque, que se implementó pero apenas se trabajó en él, y un nivel desértico. Un nivel de corte, Genocide City, pasó a llamarse Cyber City porque los desarrolladores japoneses no habían entendido las connotaciones de la palabra genocidio. Su diseño de niveles se utilizó en el nivel Metropolis Zone. El director ejecutivo de Sega of America, Tom Kalinske, la gerente de producto Madeline Schroeder y Nilsen trabajaron en estrecha colaboración con STI; Nilsen dijo que el circuito de retroalimentación ayudó al equipo a determinar qué era necesario recortar. La mayoría de los recortes se hicieron en los diseños de los estadounidenses y muchos se enfurecieron cuando supieron que su trabajo había sido recortado. Una artista, Brenda Cook, hizo cortar los tres niveles en los que trabajó. Stitt dijo que pudo haber sido el único estadounidense cuyo arte se utilizó en el juego final.

### Música
Al igual que en el primer juego, la banda sonora de Sonic 2 fue compuesta por Masato Nakamura, miembro de la banda de J-pop Dreams Come True. Nakamura se hizo famoso en Japón después del lanzamiento de Sonic the Hedgehog y aumentó considerablemente su precio de venta. Según Yamaguchi, Sega of America quería utilizar música compuesta internamente. Después de que el equipo lo rechazó por considerarlo «horrible», Sega volvió a contratar a Nakamura. Nakamura comenzó a componer temprano en el desarrollo con solo el arte conceptual como referencia. Trató a Sonic 2 como una película e intentó reflejar la atmósfera que sentía en el arte conceptual. Nakamura compuso Sonic 2 simultáneamente con el álbum Dreams Come True de 1992, The Swinging Star. Como regalo a los desarrolladores, produjo una versión alternativa del tema final de Sonic 2, «Sweet Sweet Sweet», para el álbum.
Dado que Sonic 2 era más avanzado técnicamente que su predecesor, Nakamura «quería crear música que mostrara progreso... Era como las secuelas de Indiana Jones. El mismo concepto, pero con más diversión y emoción». Nakamura sintió una presión considerable, ya que entendió que las expectativas eran altas debido al éxito del primer juego. STI dejó que Nakamura trabajara libremente, lo que en su opinión le permitía crear melodías y ritmos inusuales. Compuso utilizando un Roland MC-4 Microcomposer; componer fue un desafío debido a las capacidades de sonido limitadas del Génesis, pero esto lo animó a ser más inventivo. Cinco o seis personas trabajaron para convertir la música de Nakamura al formato Genesis.

### Finalización
Sonic 2 no fue jugable de principio a fin hasta las últimas 48 horas de desarrollo, en septiembre de 1992. El equipo planeó usar un cartucho de 4MiB, el mismo tamaño de cartucho que el primer juego, pero STI se quedó sin espacio hacia el final del desarrollo. Para asegurarse de que el juego estuviera terminado a tiempo para el Día de Acción de Gracias, Yoshii fue al lado japonés de Sega en busca de ayuda. El director general Daizaburou Sakurai se puso en contacto con el presidente de Sega Enterprises, Hayao Nakayama, quien permitió que el equipo duplicara el tamaño de la ROM para evitar retrasos. En total, más de 100 personas trabajaron en Sonic 2 y el equipo principal estaba formado por 20 desarrolladores. El calendario de desarrollo fue más corto que el del primer juego, y Yasuhara dijo que STI trabajó bajo mucha presión debido a la competencia de Sega con Nintendo.
Yoshii dijo que Sonic 2 no habría estado listo para su lanzamiento sin el proceso de verificación de errores de Sega of America. STI grabó en vídeo el juego de los evaluadores para que los desarrolladores pudieran localizar errores fácilmente. Alrededor de 50 desarrolladores trabajaron como verificadores de errores y el proceso duró de dos a tres semanas. Yoshii sintió que a pesar de los conflictos del personal, la revisión de errores hizo que valiera la pena desarrollar Sonic 2 en los EE. UU., ya que el proceso de Sega of America fue mucho más exhaustivo que el de Japón. Cuando Sonic 2 fue enviado a Japón para su producción, se enviaron copias del código fuente en aviones separados para garantizar que el juego llegaría en caso de accidente. El día que se envió el código, el personal de STI se reunió en el almacén y lo celebró con un pastel con temática de Sonic.

## Lanzamiento

### Mercadotecnia

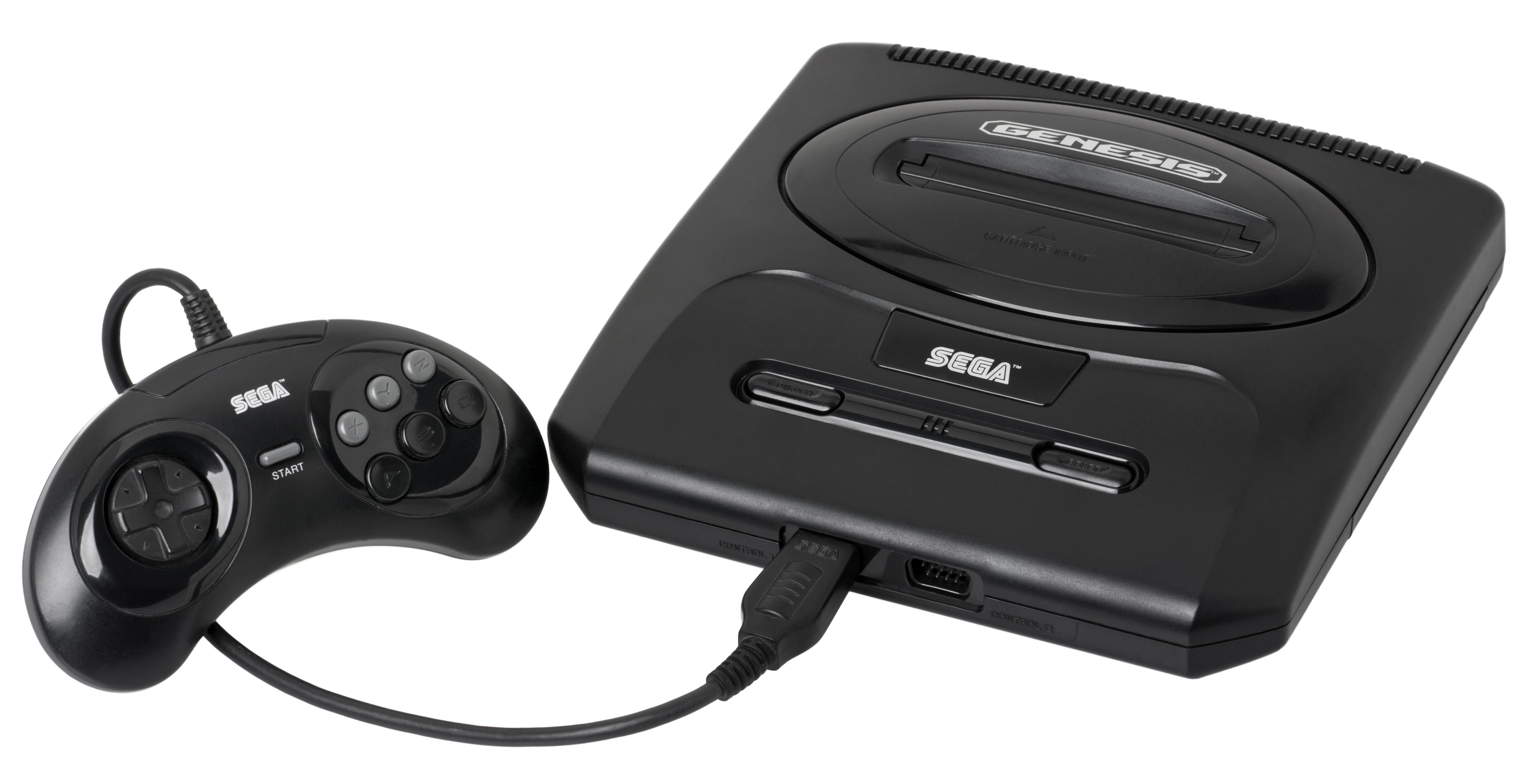
Sonic the Hedgehog 2 fue lanzado para Sega Genesis (en la foto) en noviembre de 1992, acompañado de una campaña de marketing de 10 millones de dólares.

Sega promovió agresivamente Sonic the Hedgehog 2, gastando aproximadamente 10 millones de dólares en publicidad. La promoción comenzó a principios de 1992, cuando Sega envió maquetas de capturas de pantalla a revistas. Una primera versión apareció en el programa de juegos de Nickelodeon, Nick Arcade, varias veces, incluso en una competencia entre las estrellas de Clarissa Explains It All (1991-1994), Melissa Joan Hart y Jason Zimbler. Hart tuvo dificultades para reproducirlo ya que no se daba cuenta del giro.
Como Sonic 2 fue el juego más importante de Sega en 1992, su equipo de mercadotecnia, como escribió Game Informer, buscó hacer del lanzamiento «tanto una celebración como un lanzamiento de producto». Sega regaló camisetas como obsequio por pedidos anticipados y envió pizarras de borrado en seco a las tiendas para contar los días hasta el lanzamiento. Los carteles teaser llevaban el lema «Are You Up 2 It?». Sega of America colaboró con Emery Worldwide para producir pegatinas que celebraran el «Gran envío de Sonic 2», y 50 personas vestidas como Sonic saludaron a los tres aviones que transportaban copias de Sonic 2 en el aeropuerto de Heathrow. Sega consideró enviar los cartuchos con etiquetas holográficas, pero decidió que era demasiado caro.
En el último momento, Sega canceló una gira por centros comerciales de Estados Unidos al considerar que sería inadecuada. En cambio, hizo que Sonic 2 estuviera disponible en Occidente en todas las tiendas el mismo día. Esta era una práctica inusual en ese momento; En general, las fechas de lanzamiento internacional de los juegos dependían de la región. Sega reconfiguró su sistema de distribución y utilizó el envío aéreo para garantizar que las copias estuvieran disponibles en las principales tiendas. La fecha de lanzamiento en Norteamérica y Europa, el martes 24 de noviembre de 1992, se comercializó como «Sonic 2sday». En Japón, el juego se lanzó tres días antes, el 21 de noviembre. Las copias iniciales de Sonic 2 tenían varios errores; las copias posteriores utilizaron un parche desarrollado unos días después de su finalización. La portada occidental fue ilustrada por Greg Martin, mientras que la portada japonesa fue ilustrada por Akira Watanabe.

### Ventas
Gracias a la amplia campaña de marketing centrada en Sonic 2sday, las ventas iniciales de Sonic 2 fueron fuertes. En Estados Unidos, vendió 400 000 copias en una semana. En el Reino Unido, vendió 750 000 copias en una semana, lo que representa el 48% de todo el software del Reino Unido y se convirtió en el juego más vendido de todos los tiempos en el país hasta ese momento. Fue el más vendido en las listas de Sega de Gallup para el Reino Unido, Japón y Estados Unidos durante meses. Sonic 2 recaudó 450 millones de dólares para Sega en 1992 (980 millones de dólares ajustados a la inflación). Sonic 2 vendió seis millones de copias en todo el mundo en agosto de 2006.

## Recepción
Sonic the Hedgehog 2 recibió elogios. Numerosos críticos lo consideraron mejor que el primer Sonic. Electronic Gaming Monthly (EGM) escribió que «podría describirse mejor con muchos 2», siendo el doble de largo y divertido que su predecesor. Los críticos notaron que Sonic 2 era similar a Sonic the Hedgehog en apariencia y jugabilidad. Las similitudes no molestaron a Electronic Games, que dijo que la variedad de niveles y el modo multijugador lo hicieron una mejora, Pero Mega y GamesMaster los consideraron un detrimento. En particular, GamesMaster sintió que Sonic 2 era más Sonic the Hedgehog y no mejoró mucho.
Los críticos elogiaron la presentación, con EGM describiendo Sonic 2 como una exhibición impresionante del hardware Genesis. Las imágenes fueron elogiadas por ser coloridas y detalladas, GamePro, Mean Machines Sega y Mega escribieron que los sprites actualizados eran más grandes y estaban mejor animados. Mean Machines dijo que los nuevos cuadros de animación de Sonic lograron una apariencia más suave. Varios críticos dijeron que los gráficos eran mejores que los del primer juego, aunque Computer and Video Games (CVG) y GamesMaster sintieron que eran más o menos lo mismo. CVG dijo que esto no era un problema ya que los gráficos de Sonic ya eran excelentes. La música también fue elogiada, aunque CVG dijo que no fue tan memorable como el del primer juego y GamePro lo encontró menos impresionante que las imágenes.
Los críticos disfrutaron el diseño de niveles y la jugabilidad. Los críticos dijeron que los niveles de Sonic 2 eran más grandes y presentaban más variedad que el primer juego,  que CVG y GamePro escribieron incentivando la exploración y la rejugabilidad. Mean Machines y Mega dijeron que estaba claro que Sega buscaba abordar las críticas formuladas contra el primer juego en cuanto a su duración y baja dificultad, aunque la facilidad de Sonic 2 todavía fue criticada. Mega y GamesMaster escribieron que a pesar del mayor tamaño de Sonic 2, aún podría completarse con bastante rapidez, y uno de los críticos de GamesMaster dijo que lo terminaron de una sola vez sin terminar ni un solo juego. CVG dijo que la dificultad era el único problema importante de Sonic 2, pero GamePro y Mega dijeron que la dificultad se solucionó con el valor de repetición que proporcionaron las rutas ramificadas de los niveles y los diversos secretos. Los críticos consideraron las etapas especiales como un punto culminante, aunque Mega sintió que les faltaba la curva de habilidades del primer juego.
Los críticos calificaron el modo multijugador como una de las mejores adiciones de Sonic 2, aunque a algunos no les gustó el efecto de pantalla dividida. Mega dijo que la capacidad de competir contra un amigo en lugar de solo el cronómetro del juego agregó una profundidad sustancial, y EGM dijo que duplicaría la cantidad de diversión que tendrían los jugadores. Múltiples críticos alabaron a Tails, con GamePro y Beep! Mega Drive lo llama lindo. Por el contrario, GamesMaster dijo que Tails fue brevemente divertido pero que al final fue poco más que un Sonic con sprites intercambiados.

### Reconocimientos
Sonic 2 recibió numerosos elogios y nominaciones de fin de año. Recibió los premios Golden Joystick al mejor juego de consola original y campaña promocional del año, y quedó en segundo lugar en el premio al Mejor Juego del Año del Chicago Tribune después de The Legend of Zelda: A Link to the Past (1991) y la versión para consola de Street Fighter II (1992). EGM lo nombró el mejor juego de Génesis de 1992. En los Electronic Gaming Awards de Electronic Games, ganó el premio a los mejores gráficos de juegos electrónicos pero perdió el premio al Videojuego del Año ante Street Fighter II.

## Post-lanzamiento
Naka se negó a desarrollar otro juego de Sonic si tuviera que volver a trabajar con los estadounidenses. Cuando el veterano de Atari, Roger Hector, se convirtió en el jefe de la división, STI se dividió en dos equipos: los desarrolladores japoneses liderados por Naka y los desarrolladores estadounidenses. El equipo japonés empezó a trabajar en Sonic the Hedgehog 3 en enero de 1993; fue concebido como un juego isométrico que usaba el chip Sega Virtua Processor, pero fue reestructurado para reutilizar el motor del juego Sonic 2 después de que se hizo evidente que el chip no estaría terminado a tiempo. Muchos de los conceptos no utilizados de Sonic 2 se incorporaron a Sonic 3 y al siguiente juego, Sonic & Knuckles, incluido el nivel de Hidden Palace. Al igual que sus predecesores, Sonic 3 y Sonic & Knuckles fueron un éxito comercial y de crítica cuando se lanzaron en 1994.
Mientras los japoneses trabajaban en Sonic 3, el equipo estadounidense desarrolló el spin-off Sonic Spinball (1993), un juego de pinball encargado después de que la investigación de Sega determinara que Casino Night Zone era uno de los niveles más populares de Sonic 2. Un concepto desarrollado durante la producción de Sonic 2 formó la base del juego Nights into Dreams de Sonic Team, lanzado para Sega Saturn en 1996. El equipo estadounidense desarrolló Comix Zone (1995), The Ooze (1995), Die Hard Arcade (1996) con Sega AM1 y Sonic X-treme, que fue cancelado en 1996. STI se disolvió a finales de 1996 como resultado de cambios en gestión en Sega de América. Mientras tanto, Cerny trabajó con Sony Interactive Entertainment y ayudó a crear las franquicias de PlayStation Crash Bandicoot y Spyro. Cerny y Yasuhara siguieron siendo amigos y se reunieron para trabajar con Naughty Dog en la serie Jak and Daxter en la década de 2000.

### En otros medios
Aspect Co. desarrolló una versión alternativa de Sonic the Hedgehog 2 para las consolas de 8 bits de Sega, Master System y Game Gear portátil. La versión de 8 bits presenta diferentes niveles y música, así como una trama diferente en la que Sonic debe rescatar a Tails secuestrado. Posteriormente se incluyó en compilaciones de Sonic, como Sonic Adventure DX (2003) para GameCube y Windows y Sonic Gems Collection (2005) para GameCube y PlayStation 2. Sega lanzó una versión para gabinete arcade de Sonic 2 usando su placa base arcade Sega Mega Play en 1993. Otra versión planeada para el accesorio Sega CD de Genesis fue reemplazada por Sonic CD.
En octubre de 2011, Sega lanzó Sonic the Hedgehog 1&2 Soundtrack, un álbum de tres discos que recopila música de Sonic the Hedgehog y Sonic 2, entrevistas con Naka y Nakamura y arte conceptual. El primer disco contiene las pistas del juego y el segundo contiene las grabaciones de demostración de Nakamura producidas durante el desarrollo. El tercer disco contiene «Sweet Sweet Sweet» de Dreams Come True, su versión en inglés «Sweet Dreamv y remezclas de ambas canciones que Akon produjo para Sonic the Hedgehog (2006).

### Reediciones
Sonic 2 ha sido portado a múltiples plataformas. Un port de Sega Saturn incluido en la compilación Sonic Jam (1997) introduce un modo de dificultad alternativo que altera el diseño del escenario y elimina algunos niveles para una experiencia más fácil. Otras compilaciones que presentan el juego incluyen Sonic Classics 3 en 1 (1995) para Genesis; Sonic Mega Collection (2002) para GameCube, PlayStation 2 y Xbox; Sega Genesis Collection (2006) para PlayStation 2 y PlayStation Portable; Sonic's Ultimate Genesis Collection (2009) para Xbox 360 y PlayStation 3; Sonic Classic Collection (2010) para Nintendo DS; y Sega Genesis Classics (2018) para Nintendo Switch, PlayStation 4 y Xbox One. Jam, Mega Collection y Classic Collection incluyen Knuckles en Sonic 2 como beneficio adicional.
Glu Mobile lanzó un port para teléfonos móviles de dos partes en abril de 2008. Se lanzó una nueva versión de Sonic 2 para dispositivos Android e iOS el 12 de diciembre de 2013, y para Apple TV el 24 de marzo de 2016. Fue desarrollado por Christian «Taxman» Whitehead y Simon «Stealth» Thomley utilizando el Retro Engine, utilizado anteriormente en el remake del Sonic CD de 2011 de Whitehead. Agrega mejoras como soporte de pantalla panorámica, Knuckles como personaje jugable, modos de tiempo y ataque de jefe, multijugador en línea, etapas multijugador adicionales y las habilidades de vuelo y natación de Tails de Sonic the Hedgehog 3. También restaura Hidden Palace Zone como un nivel secreto opcional. Whitehead rediseñó Hidden Palace con el aporte de Sonic Team, que le informó que STI no estaba satisfecho con el diseño de niveles original. La versión de Android vendió más de 100.000 descargas pagas en Google Play Store en 2017, y recibió más de 10 millones de descargas en 2019 después de que se convirtió en un juego gratuito. El remake se incluyó en la compilación de 2022 Sonic Origins para Nintendo Switch, PlayStation 4, PlayStation 5, Windows, Xbox One y Xbox Series X/S. Una versión actualizada de Origins incluye a Amy Rose como personaje jugable.
Un port de Nintendo 3DS fue desarrollado por M2 y lanzado como parte de la línea 3D Classics de Sega en Japón el 22 de julio de 2015, y en otros lugares el 8 de octubre. La adaptación incluye efectos visuales en 3D estereoscópico, la posibilidad de cambiar entre las variantes regionales del juego, modos visuales y de sonido alternativos y trucos. En un principio, M2 se mostró reticente a portar el juego, que supuso el mayor esfuerzo de la línea 3D Classics debido a su gran tamaño y a sus elaborados niveles. Hubo que reprogramar varios trucos técnicos, como el entrelazado en el modo multijugador y el pre-renderizado en las fases especiales, para que pudieran conservarse. M2 también desarrolló un port para Nintendo Switch de la línea Sega Ages, lanzado en febrero de 2020. Incluye la mayoría de los añadidos de la versión de 3DS, así como la opción de usar la habilidad Drop Dash de Sonic de Sonic Mania (2017), un modo de ataque contrarreloj y Knuckles in Sonic 2.
Se han publicado versiones emuladas de Sonic 2 en plataformas de distribución digital. Salió a la venta en la consola virtual de Wii el 11 de junio de 2007, Xbox Live Arcade de Xbox 360 el 12 de septiembre de 2007, Steam el 26 de enero de 2011, PlayStation Network de PlayStation 3 el 19 de abril de 2011, y para los suscriptores del «Expansion Pack» de Nintendo Switch Online el 25 de octubre de 2021. Las versiones para Wii y Xbox 360 permiten a los usuarios jugar con Knuckles in Sonic 2 si también poseen Sonic & Knuckles. En abril de 2010 se lanzó una versión emulada para iOS, pero fue sustituido por el remake en 2013; a quienes compraron la versión original se les ofreció el remake gratis. Las versiones de Xbox Live Arcade, PlayStation Network y Steam se retiraron de la lista en 2022, antes del lanzamiento de Sonic Origins, que recibió críticas por motivos de preservación de los videojuegos y protección de los consumidores.

## Legado
Sonic 2 fue un factor fundamental para mantener la competitividad de Sega durante la guerra de consolas de la era de los 16 bits a principios de la década de 1990, y GameSpot e IGN lo describieron como el juego que consolidó a Sonic como una franquicia importante. Aumentó las ventas de Genesis lo suficiente como para casi igualar a Sega con Nintendo y consolidó a Sonic como mascota de los videojuegos al mismo nivel que Mario, de Nintendo. Además, se atribuye a la promoción Sonic 2sday el origen del concepto de «fecha de salida a la calle» en la industria del videojuego, en la que los juegos se ponen a la venta en todo el mundo en todas las tiendas el mismo día. Esta práctica, poco común antes del lanzamiento de Sonic 2, se convirtió en una tendencia generalizada en los años siguientes.
Sonic 2 introdujo muchos elementos que definieron la franquicia Sonic. Game Informer escribió que «amplió la fórmula de mil maneras, dando a Sonic nuevos movimientos como el spin-dash, escenarios más grandes para explorar con más caminos que se ramifican, y batallas contra jefes más inventivas». Según USGamer, gran parte de los elementos más queridos de la serie tienen su origen en Sonic 2, con la introducción de Tails, Super Sonic y los niveles de casino. Tails se convirtió en uno de los personajes más populares de Sonic; según Nilsen, Sega descubrió que Tails era tan popular como Sonic porque no recibía más que elogios a través de su línea telefónica 800. Tails protagonizó dos spin-offs, Tails Adventure y Tails' Skypatrol, para Game Gear en 1995.

### Evaluaciones retrospectivas
Sonic 2 sigue recibiendo elogios. En retrospectiva, los críticos afirman que refinó la fórmula de Sonic con una mayor diversidad y diseño de niveles, mejores gráficos y mejoras en la calidad de vida. Según GameSpot, Sonic 2 «hace todo lo que se supone que debe hacer una secuela. Resuelve muchos de los defectos del primer juego e incorpora una serie de pequeñas mejoras que, en conjunto, suponen una nueva experiencia». IGN consideró que la reedición emulada para Wii era fácil de recomendar. TeamXbox, Eurogamer y Hardcore Gamer afirman que el diseño de los niveles, la música y la rapidez del juego se mantienen excepcionalmente bien, y GamesRadar+ lo calificó como «el más fácil de usar de todos los juegos de Sonic, bellamente presentado y aún así un reto si quieres completarlo como es debido».
Los objetos de reseña retrospectiva incluyen el modo multijugador y la implementación de Tails. A los críticos no les gustó la distorsión de imagen que provocaban los gráficos estrujados y parpadeantes del modo multijugador, mientras que consideraban a Tails una carga debido a su interferencia en las batallas contra jefes. Además, Eurogamer describió los efectos visuales de las fases especiales como «terriblemente cuadriculados», e IGN consideró que la inclusión de Tails en los escenarios era «perjudicial en el mejor de los casos», ya que golpea bombas constantemente y hace que el jugador pierda progresos. GamesRadar+ afirma que el juego «podría ser criticado por "jugar solo"» durante las secuencias en las que Sonic se desplaza a gran velocidad, pero responde que sigue dando la sensación de que el jugador conserva el control sobre él.
Las versiones de 2010 para iOS y DS recibieron críticas mediocres según el agregador Metacritic, con críticas por su calidad y falta de multijugador, pero el remake de 2013 se consideró la versión definitiva. TouchArcade lo calificó de «hermoso remaster» que atraería a viejos y nuevos fans y consideró surrealista jugar por fin de forma oficial al otrora eliminado Hidden Palace. La crítica alabó la versión de 3DS por su implementación de las 3D estereoscópicas del sistema y las funciones adicionales añadidas, según Nintendo World Report, la incorporación de trucos hizo que los momentos difíciles fueran menos frustrantes. A Nintendo Life le decepcionó que la versión de Switch no incluyera las características del remake de 2013 y opinó que M2 debería haber elegido un juego menos conocido para portarlo, dado el copioso número de reediciones de Sonic 2. No obstante, Nintendo Life considera que se trata de un port excelente y un «must-have» para los jugadores novatos.
Sonic 2 está considerado uno de los mejores videojuegos de todos los tiempos. En su lista de los 100 mejores juegos de todos los tiempos de 2001, Game Informer escribió que Sonic 2 era el juego de Sonic más desafiante y pulido. Sonic 2 se hizo con el primer puesto en una encuesta realizada por Official Nintendo Magazine para determinar el juego de Sonic favorito de los fans en 2010, y GameZone lo nombró el segundo mejor juego de Sonic (por detrás de Sonic 3) en 2011. GamesRadar+ nombró a Sonic 2 el mejor juego de Sonic y el segundo mejor juego de Genesis de todos los tiempos (por detrás de Streets of Rage 2 (1992)) en 2017. En noviembre de 2017, el jefe del Sonic Team, Takashi Iizuka, declaró que Sonic 2 le parecía «realmente el mejor de la serie Sonic clásica. El diseño de niveles es muy, muy sólido... Todo el personal [de Sega] diría que fue un gran juego para los gustos japoneses, pero también un gran juego para los gustos americanos. Sonic 2 capturó ese sentido global del diseño de juegos y niveles».

### Investigación

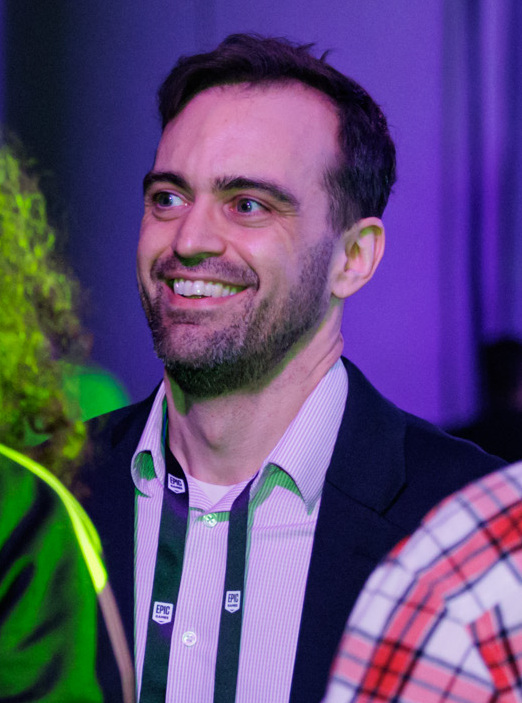
El fundador de la Video Game History Foundation, Frank Cifaldi (en la foto de 2023), le dio crédito a los investigadores de Sonic 2 por haber dado forma a la manera en que se estudia la historia de los videojuegos.

Sonic the Hedgehog 2 es famoso por la cantidad de contenido recortado, y se desarrolló una comunidad dedicada a investigarlo. El historiador de videojuegos Frank Cifaldi estimó que sólo la mitad del contenido previsto se utilizó en el juego final. El interés por el desarrollo de Sonic 2 comenzó cuando los jugadores descubrieron que Hidden Palace, que aparecía en los avances de las revistas, no aparecía en el juego lanzado. Cuando la expectación por el primer juego de Sonic en 3D, Sonic Adventure (1998), reavivó el interés por la franquicia tras varios años de inactividad, se intensificaron los rumores de que circulaban prototipos con contenido recortado.
En 1999, un fan de Sonic, Simon Wai, descubrió la imagen ROM de un primer prototipo que contenía los niveles Hidden Palace, Wood y Genocide City en un sitio web chino y la compartió con el fandom Sonic occidental. El descubrimiento desempeñó un papel importante en el desarrollo de una comunidad de videojuegos en la que los jugadores examinan los datos de los juegos y documentan sus prototipos para comprender cómo se desarrollaron. La periodista Heidi Kemps presentó el prototipo a Naka durante una entrevista en GameSpy en 2005 y él lo identificó como procedente de un cartucho de avance que había sido robado de una feria de juguetes de Nueva York en 1992. Un fan de Sonic descubrió el prototipo de Sonic 2 que aparecía en Nick Arcade en 2006 y recaudó más de 1 500 dólares para comprar el cartucho y publicar la imagen de la ROM en Internet. El prototipo de Nick Arcade, aunque primitivo y sin pulir, mostraba a los fans cómo STI construyó el juego sobre el Sonic the Hedgehog original.
En 2023, la Video Game History Foundation (VGHF) de Cifaldi obtuvo documentos de diseño de uno de los artistas de Sonic 2, Tom Payne, que incluían los sprites de Genocide City, paletas y diseños de niveles. Trabajaron con Hez, miembro de la comunidad de fangames de Sonic, para crear una reconstrucción jugable. La VGHF también obtuvo una carpeta VHS de Cook que contenía ilustraciones animadas del nivel desértico recortado, Sand Shower, y de un nivel invernal inédito. Cifaldi atribuyó a la investigación de los aficionados sobre Sonic 2 la configuración de la forma de estudiar la historia de los videojuegos y afirmó que la VGHF tiene sus raíces en su interés por el desarrollo de Sonic 2.

### Influencia
Con motivo del 20º aniversario de Sonic en 2011, Sega lanzó Sonic Generations, que incluye versiones reimaginadas de escenarios de toda la historia de la serie. Las versiones para PlayStation 3, Xbox 360 y Windows contienen versiones de la zona de la planta química de Sonic 2 y del combate contra el robot huevo de la muerte, mientras que la versión para Nintendo 3DS contiene un remake de Casino Night. Además, se lanzó como contenido descargable un minijuego de pinball de temática Casino Night. Sonic Mania incluye versiones reimaginadas de Chemical Plant y Oil Ocean, mientras que Sonic Forces (2017) cuenta con una versión reimaginada de Chemical Plant. Algunos elementos de diseño de Sonic 2 aparecen en la animación original en vídeo de Sonic the Hedgehog (1996), de Studio Pierrot. El largometraje Sonic 2, la película (2022) se inspira en Sonic 2, aunque no es una adaptación directa. El Robot Huevo de la Muerte y Super Sonic aparecen en la película, mientras que uno de sus carteles recrea la ilustración del box art de Sonic 2 realizada por Martin.
En 2008 se empezó a desarrollar un remake en alta definición (HD) de Sonic 2 HD para Windows y macOS. El proyecto se canceló en 2012 tras la publicación de una demo del juego que Retro Gamer describió como «arruinada por la incompetencia de programación», debido a los elevados requisitos del sistema y a la gestión de derechos digitales que activaba inadvertidamente el software antivirus. Sin embargo, el proyecto fue reiniciado por un nuevo equipo en 2014. Está previsto que incluya niveles adicionales, modos multijugador y la opción de jugar como Knuckles. Sonic 2 también destaca por su activa comunidad de modding, que publica ROM hacks con nuevas mecánicas de juego y personajes jugables. Los modders descompilaron el código fuente del remake de Sonic 2 de 2013 en 2021, lo que permitió portarlo de forma no oficial a otras plataformas.